# Francisco José Millán Mon
Francisco José Millán Mon este un om politic spaniol, membru al Parlamentului European în perioada 2004-2009 din partea Spaniei.
1. 1 2  Deputații în Parlamentul European